# European Film Awards 2002
La 15ª edizione della cerimonia di premiazione dei European Film Awards si è tenuta il 7 dicembre 2002 al Teatro dell'Opera di Roma, Italia e presentata da Mel Smith e Asia Argento.

## Vincitori e candidati
Vengono di seguito indicati in grassetto i vincitori.
Ove ricorrente e disponibile, viene indicato il titolo in lingua italiana e quello in lingua originale tra parentesi.
 Miglior film 
- Parla con lei (Hable con ella), regia di Pedro Almodóvar ( Spagna)
- 8 donne e un mistero (8 femmes), regia di François Ozon ( Francia)
- Sognando Beckham (Bend It Like Beckham), regia di Gurinder Chadha ( Regno Unito)
- Bloody Sunday, regia di Paul Greengrass ( Regno Unito/ Irlanda)
- Lilja 4-ever, regia di Lukas Moodysson ( Svezia)
- Magdalene (The Magdalene Sisters), regia di Peter Mullan ( Regno Unito)
- L'uomo senza passato (Mies vailla menneisyyttä), regia di Aki Kaurismäki ( Finlandia)
- Il pianista (The Pianist), regia di Roman Polański ( Regno Unito/ Francia/ Polonia/ Germania)

 Miglior attore 
- Sergio Castellitto - Ricette d'amore (Bella Martha) e L'ora di religione
- Timothy Spall - Tutto o niente (All or Nothing)
- Olivier Gourmet - Il figlio (Le fils)
- Javier Cámara - Parla con lei (Hable con ella)
- Javier Bardem - I lunedì al sole (Los lunes al sol)
- Markku Peltola - L'uomo senza passato (Mies vailla menneisyyttä)
- Martin Compston - Sweet Sixteen

 Miglior attrice 
- Catherine Deneuve, Isabelle Huppert, Emmanuelle Béart, Fanny Ardant, Virginie Ledoyen, Danielle Darrieux, Ludivine Sagnier e Firmine Richard - 8 donne e un mistero (8 femmes)
- Martina Gedeck - Ricette d'amore (Bella Martha)
- Oksana Akinshina - Lilja 4-ever
- Kati Outinen - L'uomo senza passato (Mies vailla menneisyyttä)
- Samantha Morton - Morvern Callar
- Emmanuelle Devos - Sulle mie labbra (Sur mes lèvres)
- Laura Morante - Un viaggio chiamato amore

 Miglior regista 
- Pedro Almodóvar - Parla con lei (Hable con ella)
- Mike Leigh - Tutto o niente (All or Nothing)
- Andreas Dresen - Catastrofi d'amore (Halbe Treppe)
- Aki Kaurismäki - L'uomo senza passato (Mies vailla menneisyyttä)
- Marco Bellocchio - L'ora di religione
- Roman Polański - Il pianista (The Pianist)
- Aleksandr Sokurov - Arca russa (Russkiy kovcheg)
- Ken Loach - Sweet Sixteen

 Miglior rivelazione 
- György Pálfi - Hukkle
- Spiro Scimone e Francesco Sframeli - Due amici
- Benjamin Quabeck - Nichts bereuen
- Emanuele Crialese - Respiro
- Julio D. Wallovits e Roger Gual - Smoking Room
- Annette K. Olesen - Minor Mishaps (Små ulykker)
- Kornél Mundruczó - Szép napok
- Maja Weiss - Varuh meje
- Asif Kapadia - The Warrior
- Rabah Ameur-Zaïmeche - Wesh wesh, qu'est-ce qui se passe?
- Aleksei Muradov - Zmey

 Miglior sceneggiatura 
- Pedro Almodóvar - Parla con lei (Hable con ella)
- François Ozon - 8 donne e un mistero (8 femmes)
- Paul Greengrass - Bloody Sunday
- Krzysztof Kieślowski e Krzysztof Piesiewicz - Heaven
- Aki Kaurismäki - L'uomo senza passato (Mies vailla menneisyyttä)
- Tonino Benacquista e Jacques Audiard - Sulle mie labbra (Sur mes lèvres)
- Paul Laverty - Sweet Sixteen

 Miglior fotografia 
- Paweł Edelman - Il pianista (The Pianist)
- Ivan Strasburg - Bloody Sunday
- Javier Aguirresarobe - Parla con lei (Hable con ella)
- Frank Griebe - Heaven
- Timo Salminen - L'uomo senza passato (Mies vailla menneisyyttä)
- Alwin H. Kuchler - Catastrofi d'amore (Halbe Treppe)
- Tilman Büttner - Arca russa (Russkiy kovcheg)

 Miglior documentario 
- Essere e avere (Être et avoir), regia di Nicolas Philibert
- Tutto su mio padre (Alt om min far), regia di Even Benestad
- Clown in Kabul, regia di Enzo Balestrieri e Stefano Moser
- Fellini: Je suis un grand menteur, regia di Damian Pettigrew
- Nell'angolo morto. La segretaria di Hitler (Im toten Winkel - Hitlers Sekretärin), regia di André Heller e Othmar Schmiderer
- Lost in La Mancha, regia di Keith Fulton e Louis Pepe
- Missing Allen - Wo ist Allen Ross?, regia di Christian Bauer
- Muraren, regia di Stefan Jarl
- Il popolo migratore (Le peuple migrateur), regia di Jacques Perrin, Jacques Cluzaud e Michel Debats

 Miglior cortometraggio 
- 10 minuta, regia di Ahmed Imamovic
- Bror min, regia di Jens Jønsson
- Ce vieux rêve qui bouge, regia di Alain Guiraudie
- Kalózok szeretöje, regia di Zsofia Péterffy
- Kuvastin, regia di Tatu Pohjavirta
- Mi-temps, regia di Mathias Gokalp
- Muno, regia di Bouli Lanners
- Nouvelle de la tour L, regia di Samuel Benchetrit
- Nuit de noces, regia di Olga Baillif
- Procter, regia di Joachim Trier
- Relativity, regia di Virginia Heath

 Miglior film internazionale 
- Intervento Divino (Yadon ilaheyya), regia di Elia Suleiman ( Palestina)
- 8 Mile, regia di Curtis Hanson ( Stati Uniti)
- City of God (Cidade de Deus), regia di Fernando Meirelles ( Brasile)
- Lontano dal Paradiso (Far from Heaven), regia di Todd Haynes ( Stati Uniti)
- Minority Report, regia di Steven Spielberg ( Stati Uniti)
- Il mio grosso grasso matrimonio greco (My Big Fat Greek Wedding), regia di Joel Zwick ( Stati Uniti)
- La città incantata (Sen to Chihiro no kamikakushi), regia di Hayao Miyazaki ( Giappone)
- Spider, regia di David Cronenberg ( Canada)

 Premio FIPRESCI 
- Sweet Sixteen, regia di Ken Loach ( Regno Unito)

 Premio del pubblico 
 Miglior attore 
- Javier Cámara - Parla con lei (Hable con ella)
- Ulrich Tukur - Amen.
- Alain Chabat - Asterix e Obelix - Missione Cleopatra (Astérix & Obélix: Mission Cléopâtre)
- Olivier Gourmet - Il figlio (Le fils)
- Hugh Bonneville - Iris - Un amore vero (Iris)
- Jim Broadbent - Iris - Un amore vero (Iris)
- Luigi Lo Cascio - Luce dei miei occhi
- Sergio Castellitto - L'ora di religione
- Adrien Brody - Il pianista (The Pianist)
- Ralph Fiennes - Spider
- Vincent Cassel - Sulle mie labbra (Sur mes lèvres)
- Martin Compston - Sweet Sixteen

 Miglior attrice 
- Kate Winslet - Iris - Un amore vero (Iris)
- Fanny Ardant - 8 donne e un mistero (8 femmes)
- Isabelle Huppert - 8 donne e un mistero (8 femmes)
- Parminder Nagra - Sognando Beckham (Bend It Like Beckham)
- Helen Mirren - Gosford Park
- Maggie Smith - Gosford Park
- Emily Watson - Gosford Park
- Judi Dench - Iris - Un amore vero (Iris)
- Ariane Ascaride - Marie-Jo e i suoi due amori (Marie-Jo et ses 2 amours)
- Paprika Steen - Okay
- Victoria Abril - Nessuna notizia da Dio (Sin noticias de Dios)
- Emmanuelle Devos - Sulle mie labbra (Sur mes lèvres)

 Miglior regista 
- Pedro Almodóvar - Parla con lei (Hable con ella)
- François Ozon - 8 donne e un mistero (8 femmes)
- Mike Leigh - Tutto o niente (All or Nothing)
- Cédric Klapisch - L'appartamento spagnolo (L'auberge espagnole)
- Paul Greengrass - Bloody Sunday
- Silvio Soldini - Brucio nel vento
- Jean-Pierre e Luc Dardenne - Il figlio (Le Fils)
- Andreas Dresen - Catastrofi d'amore (Halbe Treppe)
- Aki Kaurismäki - L'uomo senza passato (Mies vailla menneisyyttä)
- Marco Bellocchio - L'ora di religione
- Cristina Comencini - Il più bel giorno della mia vita
- Annette K. Olesen - Minor Mishaps (Små ulykker)

 Premio alla carriera 
- Tonino Guerra

 Miglior contributo europeo al cinema mondiale 
- Victoria Abril